# Kanton Lourdes-Est
Kanton Lourdes-Est (francouzsky Canton de Lourdes-Est) je francouzský kanton v departementu Hautes-Pyrénées v regionu Midi-Pyrénées. Tvoří ho 27 obcí.

## Obce kantonu
- Les Angles
- Arcizac-ez-Angles
- Arrayou-Lahitte
- Arrodets-ez-Angles
- Artigues
- Berbérust-Lias
- Bourréac
- Cheust
- Escoubès-Pouts
- Gazost
- Ger
- Germs-sur-l'Oussouet
- Geu
- Gez-ez-Angles
- Jarret
- Julos
- Juncalas
- Lézignan
- Lurdy (východní část)
- Lugagnan
- Ossun-ez-Angles
- Ourdis-Cotdoussan
- Ourdon
- Ousté
- Paréac
- Saint-Créac
- Sère-Lanso